# جنویو اورایلی
جـِنـِویو اورایلی (انگلیسی: Genevieve O'Reilly؛ زادهٔ ۶ ژانویهٔ ۱۹۷۷) بازیگر اهل ایرلند است.
از فیلم‌ها یا برنامه‌های تلویزیونی که وی در آن نقش داشته است، می‌توان به ویکتوریای جوان، اپیزودها، آواتار، بازمانده و روگ وان اشاره کرد.